# 4460 Bihoro
4460 Bihoro este un asteroid din centura principală, descoperit pe 28 februarie 1990 de Kin Endate și Kazuo Watanabe.